# Miena
Miena är en ort i Australien. Den ligger i kommunen Central Highlands och delstaten Tasmanien, i den sydöstra delen av landet, omkring 110 kilometer nordväst om delstatshuvudstaden Hobart. Antalet invånare är 105. Den ligger vid sjöarna  Great Lake och Shannon Lagoon.
Trakten runt Miena är nära nog obefolkad, med mindre än två invånare per kvadratkilometer.. Det finns inga andra samhällen i närheten. 
I omgivningarna runt Miena växer huvudsakligen savannskog. Genomsnittlig årsnederbörd är 1 078 millimeter. Den regnigaste månaden är september, med i genomsnitt 130 mm nederbörd, och den torraste är februari, med 46 mm nederbörd.